# Action Man: Search for Base X
Action Man: Search for Base X est un jeu vidéo d'action développé par Natsume et édité par THQ, sorti en 2001 sur Game Boy Color.

## Accueil
- Jeuxvideo.com : 11/20[1]